# Geefwee Boedoe
Geefwee Boedoe, eigentlich Jeffrey Border (* 10. September 1965 in Wenatchee, Washington), ist ein US-amerikanischer Animator und Buchillustrator.

## Leben
Boedoe wuchs als eines von vier Kindern in Wenatchee auf, drehte bereits während der Schulzeit erste Filme und wollte schon als Jugendlicher Filmemacher werden. Er besuchte bis 1983 die Wenatchee High School und nahm nach Ende der Schulzeit den Künstlernamen Geefwee Boedoe an, der der Aussprache seines eigentlichen Namens aus dem Mund eines 3-jährigen Kleinkinds nachempfunden ist.
Er besuchte das La Verne College, anschließend das Wenatchee Valley College und schloss 1988 sein Studium am California Institute of the Arts ab. Es folgte ein Praktikum bei Walt Disney Pictures. Seitdem war er unter anderem für Disney Feature Animation, ILM, DreamWorks und ab 1995 für Pixar als Animator aktiv. Boedoe schuf unter anderem die Titelsequenz für den Animationsfilm Monster AG, animierte mit fünf weiteren Zeichnern das Biest in Disneys Die Schöne und das Biest, schuf die Figur des Kekata in Pocahontas und war für die Animation der Figuren Joanna und Frank in Bernard und Bianca im Känguruland zuständig. Als künstlerische Vorbilder bezeichnet er die Kinderbücher Dr. Seuss’, aber auch die klassischen Disney-Trickfilme sowie Trickfilme von Max Fleischer.
Seit 2002 ist Boedoe freiberuflich als Filmemacher und Zeichner tätig. Er schreibt und illustriert zum Beispiel Kinderbücher. Sein erstes Kinderbuch Arrowville wurde 2004 mit dem Reuben Award für die beste Buchillustration der National Cartoonist Society ausgezeichnet und von der New York Times im selben Jahr zu einem der zehn besten illustrierten Kinderbücher des Jahres gewählt.
Im Jahr 2006 begann Boedoe mit der Arbeit an seinem ersten eigenen Animationsfilm Let’s Pollute, der Ende 2009 fertiggestellt wurde. Er wurde 2011 für einen Oscar in der Kategorie „Bester animierter Kurzfilm“ nominiert. Seither arbeitet Boedoe überwiegend als freier Animator an Trick- und Realfilmen, so schuf er die Titelsequenz der 2011 erschienenen Kriminalkomödie Flypaper – Wer überfällt hier wen? und war im Bereich Character Design an DreamWorks’ The Boss Baby beteiligt, der 2017 erschien. Boedoe lehrt zudem Character Design am California College of the Arts.
Boedoe lebt mit seiner Frau und seiner Tochter in San Francisco.

## Werke (Auswahl)
- 2004: Arrowville (Kinderbuch)
- 2009: Let’s Pollute (Kurzanimationsfilm)